# Morgan Warren
Morgan Warren (* 6. März 1980 in Summerside, Prince Edward Island) ist ein kanadischer Eishockeystürmer, der von 2003 bis 2006 in Deutschland bei den Tölzer Löwen und den Lausitzer Füchsen in der 2. Eishockey-Bundesliga spielte.

## Karriere
Warren spielte seine ersten drei Saisons von 1997 bis 2000 in Kanada bei den Moncton Wildcats in der Québec Major Junior Hockey League (QMHL), mit denen er jeweils in den Play-offs ausschied. Während des NHL Entry Draft 1998 wurde er an 126. Stelle von den Toronto Maple Leafs ausgewählt. Danach wechselte Warren zu den St. John’s Maple Leafs in die American Hockey League (AHL), wo er drei Jahre lang spielte. Dieses Franchise war zu dieser Zeit Farmteam des NHL-Clubs Toronto Maple Leafs. Den Sprung in die NHL schaffte Warren jedoch nicht.
Auch deshalb wechselte er 2003 nach Europa und gab sein Debüt im deutschen Eishockey. Für die Tölzer Löwen bestritt er in den Saisons 2003/04 und 2004/05 in der 2. Eishockey-Bundesliga über 100 Spiele. In der zweiten Saison schoss er als zweitbester Stürmer seines Teams in nahezu jedem zweiten Spiel ein Tor.
Für die folgende Saison verpflichteten ihn die Lausitzer Füchse aus Weißwasser. Auch hier schoss er die zweitmeisten Tore der Mannschaft. Trotzdem bekam er keinen neuen Vertrag in Deutschland. Erst im Januar 2007 schloss sich Warren dem EC-TREND Dornbirn aus der österreichischen zweitklassigen Nationalliga an, wo er den Finnen Lasse Jämsen im Sturm ersetzte. Nach der Saison beendete Warren seine professionelle Karriere in Europa. In der Saison 2007/08 führte er die Corner Brook Royals in der West Coast Senior Hockey League (WCSHL) als Kapitän an, wo er bis 2010/11 spielte.

## Karrierestatistik
(Legende zur Spielerstatistik: Sp oder GP = absolvierte Spiele; T oder G = erzielte Tore; V oder A = erzielte Assists; Pkt oder Pts = erzielte Scorerpunkte; SM oder PIM = erhaltene Strafminuten; +/− = Plus/Minus-Bilanz; PP = erzielte Überzahltore; SH = erzielte Unterzahltore; GW = erzielte Siegtore; 1 Play-downs/Relegation; Kursiv: Statistik nicht vollständig)